# Metropolia Taranto
Metropolia Taranto – jedna z 42 metropolii Kościoła Rzymskokatolickiego we Włoszech. Została erygowana w 970.

## Diecezje
- Archidiecezja Taranto
  - Diecezja Castellaneta
  - Diecezja Oria